# Corydalis ecristata
Corydalis ecristata är en vallmoväxtart som först beskrevs av David Prain, och fick sitt nu gällande namn av David Geoffrey Long. Corydalis ecristata ingår i släktet nunneörter, och familjen vallmoväxter. Inga underarter finns listade i Catalogue of Life.